# Kärringsjön-Mörtsjön
Kärringsjön-Mörtsjön este o arie protejată (arie specială de conservare — SAC, sit de importanță comunitară — SCI) din Suedia întinsă pe o suprafață de 45,8 ha, integral pe uscat.

## Localizare
Centrul sitului Kärringsjön-Mörtsjön este situat la coordonatele 59°27′22″N 18°00′33″E / 59.456°N 18.0092°E.

## Înființare
Situl Kärringsjön-Mörtsjön a fost declarat sit de importanță comunitară în iunie 2001 pentru a proteja un număr necunoscut de specii din flora spontană și fauna sălbatică aflate în arealul zonei. Situl a fost protejat și ca arie specială de conservare în decembrie 2017.

## Biodiversitate
Situată în ecoregiunea boreală, aria protejată conține 4 habitate naturale: Păduri caducifoliate de mlaștină fino-scandinave, Mlaștini împădurite, Lacuri și iazuri distrofice naturale, Mlaștini alcaline.
La baza desemnării sitului se află un număr nedeclarat de specii protejate.